# Furio Alpino
Furio Alpino (I secolo a.C. – I secolo a.C.) è stato un poeta romano.

## Biografia e opere
Alpino scrisse una tragedia intitolata Memnone ad imitazione di quella di Eschilo  incentrata sulla figura di Memnone re di Persia e d'Etiopia. Lo stile di tale opera apparve ad Orazio così retoricamente gonfio che disse che Memnone era morto per le mani del poeta senza aspettare il colpo di Achille e per questo lo chiama turgidus Alpinus.
Alpino era anche autore di un poema eroico sulla guerra di Germania, o Pragmatia belli Gallici sulle guerre di Cesare in Gallia, in cui appare una descrizione del Reno considerata talmente ridicola che il ﬁume non è riconoscibile.
È dubbio se sia anche da identificare col coevo poeta romano Marco Furio Bibaculo, autore secondo Plinio il Vecchio di un'opera in prosa, Lucubrationes ("Veglie"), e anch'egli di un poema epico sulla guerra gallica di Cesare, gli Annales, di cui restano però pochissimi frammenti.